# کریستینه کراوزه
کریستینه کراوزه (آلمانی: Christiane Krause؛ زادهٔ ۱۴ دسامبر ۱۹۵۰) دونده اهل آلمان است. از افتخارات وی میتوان به کسب مدال طلا دو ۴×۱۰۰ متر در بازی‌های المپیک تابستانی ۱۹۷۲ اشاره کرد.